# الأبريقجي
قرية الأبريقجي هي إحدى القرى التابعة لمركز الرحمانية في محافظة البحيرة في جمهورية مصر العربية. حسب إحصاءات سنة 2006، بلغ إجمالي السكان في الأبريقجي 1168 نسمة، منهم 571 رجلا و597 امرأة.